# Laga förfall
Laga förfall kallas ett sådant skäl till frånvaro som kan ursäkta att man har uteblivit från rättegång eller annat sammanträde i domstol eller att man inte har kunnat fullgöra något inför domstolens förhandling.
Som laga förfall räknas i svensk rätt:
- avbrott i allmänna kommunikationsmedel
- sjukdom
- annan omständighet som inte borde kunna förutses eller rätten annars finner vara giltig ursäkt